# Liste des médaillées aux championnats du monde de gymnastique rythmique - Ballon
| Édition | Lieu                | Or                             | Argent                                                                 | Bronze                                                |
| ------- | ------------------- | ------------------------------ | ---------------------------------------------------------------------- | ----------------------------------------------------- |
| 1963    | Budapest            | pas d'épreuve au ballon        | pas d'épreuve au ballon                                                | pas d'épreuve au ballon                               |
| 1965    | Prague              | pas d'épreuve au ballon        | pas d'épreuve au ballon                                                | pas d'épreuve au ballon                               |
| 1967    | Copenhague          | pas d'épreuve au ballon        | pas d'épreuve au ballon                                                | pas d'épreuve au ballon                               |
| 1969    | Varna               | Galina Zhugurova (URS)         | Maria Gigova (BUL) Lyubov Sereda (URS)                                 | -                                                     |
| 1971    | La Havane           | Sun Duk Jo (PRK)               | Alfia Nazmutdinova (URS) Myong Sim Choi (PRK) Galima Chougourova (URS) | -                                                     |
| 1973    | Rotterdam           | Galima Chougourova (URS)       | Natalia Kratchinnekova (URS)                                           | Neshka Robeva (BUL)                                   |
| 1975    | Madrid              | Christiana Rosenberg (GER)     | Carmen Rischer (GER)                                                   | Maria Jesus Alegre (ESP)                              |
| 1977    | Bâle                | Galima Chougourova (URS)       | Irina Deriouguina (URS)                                                | Natalia Krachinnekova (URS)                           |
| 1979    | Londres             | Irina Gabashvili (URS)         | Iliana Raeva (BUL)                                                     | Irina Deriouguina (URS)                               |
| 1981    | Munich              | pas d'épreuve au ballon        | pas d'épreuve au ballon                                                | pas d'épreuve au ballon                               |
| 1983    | Strasbourg          | Galina Beloglazova (URS)       | Lilia Ignatova (BUL)                                                   | Diliana Guerguieva (BUL) Anelia Ralenkova (BUL)       |
| 1985    | Valladolid          | Diliana Guerguieva (BUL)       | Lilia Ignatova (BUL)                                                   | Galina Beloglazova (URS) Bianca Dittrich (GER)        |
| 1987    | Varna               | pas d'épreuve au ballon        | pas d'épreuve au ballon                                                | pas d'épreuve au ballon                               |
| 1989    | Sarajevo            | Oleksandra Tymoshenko (URS)    | Bianka Panova (URS) Oksana Kostina (URS)                               | -                                                     |
| 1991    | Athènes             | Oleksandra Tymoshenko (URS)    | Oxana Skaldina (URS)                                                   | Mila Marinova (BUL)                                   |
| 1992    | Bruxelles           | Oxana Skaldina (RUS)           | Maria Petrova (BUL) Carmen Acedo (ESP)                                 | -                                                     |
| 1993    | Alicante            | Maria Petrova (BUL)            | Elena Vitrichenko (RUS)                                                | Ekaterina Serebrianskaya (UKR) Julia Rosliakova (RUS) |
| 1994    | Paris               | Ekaterina Serebrianskaya (UKR) | Elena Vitrichenko (RUS)                                                | Maria Petrova (BUL)                                   |
| 1995    | Vienne              | Yana Batyrchina (RUS)          | Amina Zaripova (RUS)                                                   | Ekaterina Serebrianskaya (UKR)                        |
| 1996    | Budapest            | Ekaterina Serebrianskaya (UKR) | Larissa Loukianenko (BLR)                                              | Maria Petrova (BUL) Amina Zaripova (RUS)              |
| 1997    | Berlin              | pas d'épreuve au ballon        | pas d'épreuve au ballon                                                | pas d'épreuve au ballon                               |
| 1998    | Séville             | pas de concours individuel     | pas de concours individuel                                             | pas de concours individuel                            |
| 1999    | Ōsaka               | Alina Kabaeva (RUS)            | Yulia Raskina (BLR)                                                    | Tamara Yerofeeva (UKR)                                |
| 2001    | Madrid              | Simona Peïcheva (BUL)          | Anna Bessonova (UKR)                                                   | Tamara Yerofeeva (UKR)                                |
| 2002    | La Nouvelle-Orléans | pas de concours individuel     | pas de concours individuel                                             | pas de concours individuel                            |
| 2003    | Budapest            | Alina Kabaeva (RUS)            | Anna Bessonova (UKR)                                                   | Inna Zhukova (BLR)                                    |
| 2005    | Bakou               | Olga Kapranova (RUS)           | Anna Bessonova (UKR)                                                   | Inna Zhukova (BLR)                                    |
| 2007    | Patras              | pas d'épreuve au ballon        | pas d'épreuve au ballon                                                | pas d'épreuve au ballon                               |
| 2009    | Ise                 | Evgenia Kanaeva (RUS)          | Aliya Garaeva (AZE)                                                    | Anna Bessonova (UKR)                                  |
| 2010    | Moscou              | Evgenia Kanaeva (RUS)          | Daria Dmitrieva (RUS)                                                  | Aliya Garaeva (AZE)                                   |
| 2011    | Montpellier         | Evgenia Kanaeva (RUS)          | Daria Kondakova (RUS)                                                  | Liubou Charkashyna (BLR)                              |
| 2013    | Kiev                | Margarita Mamun (RUS)          | Yana Kudryavtseva (RUS)                                                | Melitina Staniouta (BLR)                              |
| 2014    | Izmir               | Yana Kudryavtseva (RUS)        | Margarita Mamun (RUS)                                                  | Melitina Staniouta (BLR)                              |
| 2015    | Stuttgart           | Yana Kudryavtseva (RUS)        | Margarita Mamun (RUS)                                                  | Melitina Staniouta (BLR)                              |
| 2017    | Pesaro              | Arina Averina (RUS)            | Dina Averina (RUS)                                                     | Neviana Vladinova (BUL)                               |
| 2018    | Sofia               | Dina Averina (RUS)             | Aleksandra Soldatova (RUS)                                             | Alexandra Agiurgiuculese (BUL)                        |
| 2019    | Bakou               | Dina Averina (RUS)             | Arina Averina (RUS)                                                    | Linoy Ashram (ISR)                                    |